# 스매시 (테니스)
스매시(smash) 또는 스매싱(smashing)은 머리 위에서 서브와 유사한 동작으로 공을 쳐서 넘기는 테니스의 기술 중 하나이다. 스매시로 쳐낸 공은 속도와 파워 면에서 매우 위력적이어서 스매시는 보통 포인트를 끝내는 샷이 된다. 스매시는 대개 코트 중간이나 네트에서 가까운 위치에서 상대방이 로브로 올린 공을 쳐낼 때 사용된다. 상대방의 로브가 베이스라인 근처까지 아주 길고 높게 넘어왔을 경우에는 한 번 바운드를 시킨 뒤에 스매시로 처리하기도 하며, 이 경우 스매시의 위력은 반감된다.

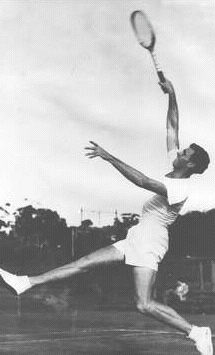
스매시를 구사하는 맥그레거(1950년대 초의 경기 장면).

스매시는 일반적으로 포핸드 스매시를 지칭한다. 백핸드 스매시는 상대적으로 구사하기 어렵고 위력도 제한적이며, 포핸드 스매시가 서브와 동작이 닮은데 반해 백핸드 스매시는 백핸드 하이발리 동작과 유사한 편이다. 로드 레이버와 지미 코너스는 강력한 백핸드 스매시를 구사했던 것으로 알려진 선수들이다.
지미 코너스는 특유의 '스카이훅' 스매시를 구사하는 것으로 유명했는데, 이것은 이스턴 그립을 잡고 일반적인 스매시보다 훨씬 몸 뒤쪽에서 공을 쳐내는 그만의 오버헤드 스매시 스타일이었다.
피트 샘프라스는 중간 높이로 뜬 공을 높이 뛰어올라 내리찍는 특유의 '점프 스매시'로 유명했다. 이것은 스매시와 거의 동일한 동작이지만 공중에 뛰어올랐다가 내려오는 힘을 함께 이용하여 공을 강하게 내리찍기 때문에 상대가 공에 손을 댈 수 없을 정도로 공이 높게 바운드되어 넘어가게 된다. 이러한 특징 때문에 이 샷은 '슬램 덩크'라고 불리기도 했다.
최근에는 로저 페더러, 앤디 로딕, 조 윌프리드 송가, 안드레 애거시 등이 가장 안정적이면서도 강한 스매시를 구사하는 것으로 평가받는다. 은퇴한 전 세계 랭킹 1위 여자 선수인 마르티나 힝기스는 파워는 다소 떨어지나 매우 정확하고 효과적인 슬라이스 스매시를 자주 구사했다.
잭 크레이머는 1979년 그의 자서전에서 그가 만났던 가장 뛰어났던 선수들을 기술별로 정리하였다. 스매시에 대해서는 다음과 같이 서술하였다. "오버헤드 스매시는 테드 슈뢰더가 가장 뛰어났다. 그 다음으로 켄 로즈월과 존 뉴컴 역시 훌륭한 스매시를 구사했다."